# Francis Stuart
Henry Francis Montgomery Stuart est un écrivain irlandais né le 29 avril 1902 à Townsville (ville située au Queensland en Australie) et mort le 2 février 2000 en Irlande, dans le comté de Clare.
Si l'œuvre de Francis Stuart se compose d’œuvres de fiction et de théâtre, on le connaît principalement pour ses romans et surtout Black List Section H, ouvrage fortement autobiographique paru en 1971. En 1996, Stuart reçut l'un des honneurs artistiques les plus prestigieux qui existent en Irlande lorsqu'il fut élu au rang de Saoi, terme signifiant « sage » en langue irlandaise, au sein de l'organisation Aosdána. 
Les années que Stuart passa dans l'Allemagne hitlérienne, au cours desquelles il collabora à la production de propagande nazie à destination d'Irlande, furent souvent sujet de controverse de son vivant et le restent après sa mort.